# Arzt (Familienname)
Arzt ist ein deutscher Familienname.

## Herkunft und Bedeutung
Arzt ist ein mittelhochdeutscher Berufsname und bedeutet (arzät, arzet) Arzt.

## Namensträger
- Arthur Arzt (1880–1953), deutscher Politiker (SPD), MdR
- Clemens Arzt (* 1958), deutscher Rechtswissenschaftler und Hochschullehrer
- Eduard Arzt (* 1956), österreichischer Physiker
- Eduard Arzt (Musiker) († 2014), österreichischer Geiger und Musikpädagoge
- Gunther Arzt (* 1936), deutscher Rechtswissenschaftler.
- Heinrich Arzt (1874–1947), deutscher Unternehmer
- Horst Arzt (* 1941), deutscher Politiker und Fußballfunktionär
- Hugo Arzt (1877–1952), deutscher Beamter und Bahnmanager
- Leopold Arzt (1883–1955), österreichischer Mediziner
- Ludwig Arzt (1873–1956), deutscher Unternehmer
- Michael Arzt (1841–1911), deutscher Unternehmer
- Peter Arzt-Grabner (* 1959), österreichischer Theologe und Hochschullehrer
- Philipp Ludwig Arzt (1799–1875), deutscher Unternehmer
- Sigmund von Arzt († Ende 1584/Anfang 1585), katholischer Fürstbischof der Diözese Seckau
- Simon Arzt (1814–1910), Zigarettenfabrikant
- Theodor Arzt (1905–1973), deutscher Schullehrer und Botaniker
- Thomas Arzt (* 1983), österreichischer Dramatiker
- Ulrich Arzt († Anfang Oktober 1527), Augsburger Bürgermeister
- Volker Arzt (* 1941), deutscher Physiker, Wissenschaftsjournalist, Fernsehmoderator und Autor